# Robert Jelke
Robert Johannes Jelke (* 31. März 1882 in Frose; † 7. Juli 1952 in Heidelberg) war ein lutherischer Theologe und Hochschullehrer.

## Leben
Nach dem Abitur in Halle studierte Jelke ab 1901 Theologie ebendort und in Tübingen. In Halle schloss sich der musisch interessierte Jelke der Sängerschaft Salia an. Nach seinem Studium war er ab 1908 zwei Jahre lang Hilfsprediger in Dessau. 1910 wurde er Pfarrer in Saxdorf. Während seines Dienstes im Pfarramt promovierte er 1913 an der Universität Leipzig bei Ludwig Ihmels, der Jelkes theologisches Denken maßgeblich prägte, über die Bedingungen religiöser Erfahrung. Zudem erwarb er 1917 den Doktor der Philosophie an der Universität Gießen. 1918 habilitierte er sich und bekam eine Privatdozentur für Systematische Theologie an der Universität Halle. 1919 wurde er zum Ordinarius an der Theologischen Fakultät der Universität Rostock berufen, von wo aus er noch im selben Jahr nach Heidelberg wechselte. Als begeisterter Sängerschafter verkehrte er dort bei der Sängerschaft Thuringia, die ihm für sein Engagement 1922 das Band verlieh.
Von 1919 bis 1932 war Jelke Mitglied der Deutschnationalen Volkspartei. Im Kirchenkampf schloss er sich den Deutschen Christen an und trat 1937 in die NSDAP ein. Aufgrund seiner Parteimitgliedschaft wurde er 1946 zwangsweise emeritiert.

## Veröffentlichungen (Auswahl)
- Das Problem der Realität und der christliche Glaube. Eine Untersuchung zur dogmatischen Prinzipienlehre, Leipzig 1916.
- Das Grundproblem der theologischen Ethik, Gütersloh 1919.
- Die Wunder Jesu, Erlangen 1922.
- Die Aufgaben einer christlichen Geschichtsphilosophie, 1924.
- Religionsphilosophie, Leipzig 1927.
- (als Hrsg.:) Das Erbe Martin Luthers und die gegenwärtige theologische Forschung. Theologische Abhandlungen, Ludwig Ihmels zum siebzigsten Geburtstage 29. Juni 1928 dargebracht von Freunden und Schülern, Leipzig 1928.
- Die Grunddogmen des Christentums. Die Versöhnung und der Versöhner, Leipzig 1929.
- Vernunft und Offenbarung, Gütersloh 1932.
- (als Hrsg.:) Christoph Ernst Luthardt: Kompendium der Dogmatik, in neuer Bearbeitung, Leipzig 1933.
- Eine heilige, allgemeine, christliche, deutsche Kirche, Leipzig 1941.
- Grundzüge der Religionspsychologie, Heidelberg 1948.